# 波蒂奇 (犹他州)
波蒂奇（英語：Portage），是美国犹他州博克斯埃尔德县下属的一座城市。建市于 1867年，面积大约为2.99平方英里（7.7平方公里），海拔约为4,367英尺（1,331米）。根据2010年美国 人口普查，该市有人口245人。